# Sedgefield (Regno Unito)
Sedgefield è un paese di 5 211 abitanti della contea di Durham, in Inghilterra.